# Luci Valeri Flac (magistrat)
Luci Valeri Flac (en llatí: Lucius Valerius Flaccus) va ser un magistrat romà del segle i aC. Formava part de la gens Valèria, i era de la família dels Flac.
Sul·la en entrar a Roma després de guanyar la primera guerra civil va demanar al senat que nomenés un interrex, i l'elecció va recaure en Valeri Flac. Amb aquest càrrec va establir una llei, la llei Valeria de dictadura Sullae que feia a Sul·la dictador suprem per temps indefinit i sancionava totes les seves disposicions anteriors, que serien vinculants com si fossin lleis. Una vegada Sul·la va ser dictador va nomenar Flac com a magister equitum.